# 夏洛特港口 (佛羅里達州)
夏洛特港口（英語：Port Charlotte）是位於美國佛羅里達州夏洛特縣的一個人口普查指定地區。

## 地理
夏洛特港口的座標為26°59′25″N 82°06′21″W / 26.99028°N 82.10583°W，而該地最高點為海拔高度2米（即7英尺）。

## 人口
根據2010年美國人口普查的數據，夏洛特港口的面積為83.70平方千米，當中陸地面積為73.60平方千米，而水域面積為10.10平方千米。當地共有人口54392人，而人口密度為每平方千米649人。